# Teatre Principal (València)
El Teatre Principal de València és un dels més importants teatres de la ciutat, que actualment acull espectacles de teatre i dansa. Tot i ser propietat de la Diputació de València la seua gestió depèn de l'organisme autònom Teatres de la Generalitat Valenciana. Està situat en el carrer de les Barques número 15. És un teatre de configuració típicament italiana en forma de ferradura, amb una sala ricament decorada. Té una capacitat màxima de 1226 espectadors.

## Història

### Construcció i reformes

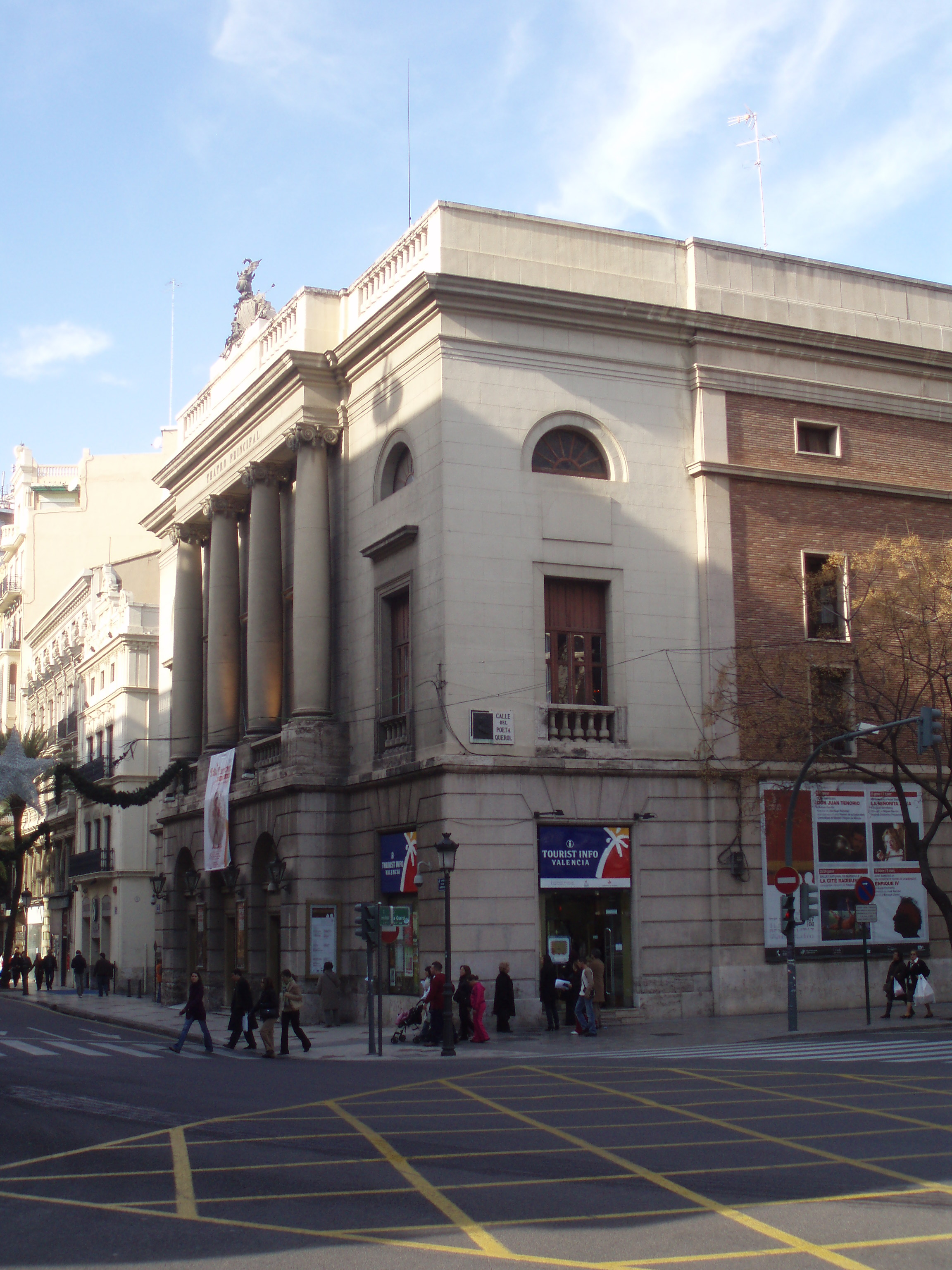
El Teatre Principal des del carrer de Joan d'Àustria

El Teatre Principal va sorgir per iniciativa de l'Hospital General com a mitjà d'obtenir uns ingressos per a la seua activitat principal. Junt amb l'Ajuntament de València va constituir una Junta encarregada de la construcció i explotació del teatre, que havia de substituir l'arcaica Botiga de la Balda, que junt amb el Corral de l'Olivera havien estat els dos locals teatrals tradicionals de la ciutat. S'hi van emprar els plànols realitzats per l'arquitecte i escenògraf italià Felip Fontana l'any 1774 per a la construcció d'un teatre al solar del Corral de l'Olivera i que posteriorment havien estat adquirits per l'Ajuntament.
Es trià aleshores el solar deixat per la Casa dels Ballesters, seu històrica de la Confraria del Centenar de la Ploma. Evidentment el projecte va haver de ser revisat, atès que la ubicació era diferent. El projecte reformat va ser obra de Cristòfol Sales i Salvador Escrich. Les obres es van iniciar l'any 1808 sota la direcció de l'arquitecte Juan Marzo. A causa de l'inici de la Guerra del Francès, se'n van haver d'aturar, i no van continuar fins a 25 anys després. El mateix Juan Marzo va modificar el projecte, reduint les dimensions originals tant en la planta com en l'alçada de l'edifici, amb l'eliminació del quart pis. També es va eliminar el clavicordi, una mena de soterrani, la funció del qual era fer de caixa de ressonància.
El 24 de juliol de 1832, i amb el teatre inacabat, s'hi va donar la primera funció. El variat programa va consistir en un «rasgo» poètic del Duque de Frías, l'obra de teatre Luis XIX el Grande i el segon acte de l'òpera La Cenerentola de Gioacchino Rossini. Davant l'èxit en l'afluència de públic, que va superar tots els càlculs, l'any 1833 es va decidir de bastir el quart pis que abans havia estat rebutjat, obra que es va fer amb tota celeritat amb un enginyós procediment que consistia a elevar el sostre per mitjà de gats i construir els nous murs.
L'obra va concloure l'any 1854 amb l'acabament de la façana principal al carrer de les Barques, obra de l'arquitecte José Zacarías Camaña, sobre plànols de Sebastià Monleón. La façana està dividida en tres cossos verticals, els dels extrems amb balcons i òculs semicirculars. El cos central, amb quatre columnes, disposa de tres balcons coronats per tres finestres rectangulars, en una composició molt semblant a la façana neoclàssica de l'Ajuntament de Barcelona construïda durant els mateixos anys. El conjunt es remata amb l'escut d'armes de la Diputació de València.
L'any 1947 es va fer l'obra del vestíbul, amb marbre i decoració amb frescos del pintor valencià Ramon Stolz Viciano.

### Gestió
Fins a l'any 1990 el model de gestió del teatre va ser per arrendament o subhasta a companyies privades, a les quals se'ls exigien un mínim de garanties sobre la funció cultural que devia acomplir la sala, com per exemple assegurar una temporada d'òpera; no obstant aquestes condicions no sempre es van respectar per part dels adjudicataris, el que va provocar períodes de declivi en la qualitat dels espectacles que s'hi donaven.
A partir de l'any 1990 la seua gestió va passar a mans de l'organisme autònom Teatres de la Generalitat Valenciana. Des d'aquest moment el teatre ha gaudit de nombroses intervencions per a la seua actualització, com ara la modernització de l'escenari, l'ampliació del fossat de l'orquestra, la instal·lació de l'aire condicionat, la reforma de camerinos i d'instal·lacions administratives annexes al teatre i la restauració de la gran làmpada de la sala. Avui dia ofereix programació regular de setembre a juny amb espectacles de teatre i dansa.

### Òpera
Gairebé de manera ininterrompuda des de la seua inauguració, el Teatre Principal va acollir representacions d'òpera. No obstant això, a diferència dels grans teatres d'òpera europeus, el Principal mai no va comptar amb uns conjunts estables: orquestra, cor i cos de dansa, ni de bon tros amb una companyia titular. Les representacions d'òpera es van donar al principi per companyies en gira i finalment per companyies muntades expressament per una empresa per al cicle d'òpera anual. El fet de no disposar d'una política clara de suport al gènere va provocar que el somni inicial que el Principal destacara com a coliseu operístic de certa importància, va morir davant de la tossuda realitat de la perenne manca de qualitat general i d'ambició artística dels espectacles. A la darreria del segle xx va ser decisiva la participació de l'Associació Valenciana d'Amics de l'Òpera per a garantir la continuïtat de l'activitat operística al Teatre Principal.
Tot i així, s'ha de dir que el públic valencià sempre va respondre quan pel Teatre Principal passava alguna de les grans estrelles de l'òpera mundial, com ara Julián Gayarre, que hi va debutar la temporada 1880-81; Adelina Patti, que hi va actuar la temporada 1885-86 sorprenentment amb un estrepitós fracàs i una de les més sonores escridassades de la història de la sala; Titta Ruffo, la presència del qual va ser habitual en la dècada del 1910; o Tito Schipa, que s'hi va presentar l'any 1948. En èpoques més recents cal destacar les actuacions del tenor Giacomo Lauri-Volpi, lligat a València pel seu matrimoni amb la soprano alacantina Maria Ros, de Montserrat Caballé, o de Plácido Domingo (La força del destí, 22 de maig 1974).
Entre les estrenes operístiques celebrades al Teatre Principal cal esmentar El gato montés del mestre Manuel Penella el 23 de febrer de l'any 1916; La Venta de los Gatos, òpera pòstuma del mestre José Serrano (amb l'arranjament, l'orquestració i la direcció orquestral del mestre Enrique Estela) el 24 d'abril de l'any 1943; i El triomf de Tirant del mestre Amand Blanquer el 7 d'octubre de 1992.
Llevat del primer període de la sarsuela romàntica, en les dècades immediatament posteriors al seu ressorgiment al voltant de 1850 el públic Teatre Principal no va ser gaire afeccionat al gènere sarsuelístic, estimant-se més l'espectacle operístic. Així, davant l'existència de nombrosos teatres que van aprofitar els anys de supremacia de la sarsuela i que s'hi van dedicar plenament, com ara el Teatre Russafa, el Teatre Alcázar o el Nostre Teatre, el Principal va dedicar-s'hi de manera més circumstancial.
La inauguració, l'any 2006, del Palau de les Arts ha fet que la programació d'òpera de la ciutat de València abandone l'escenari del Teatre Principal.
|  |  |

### Teatre

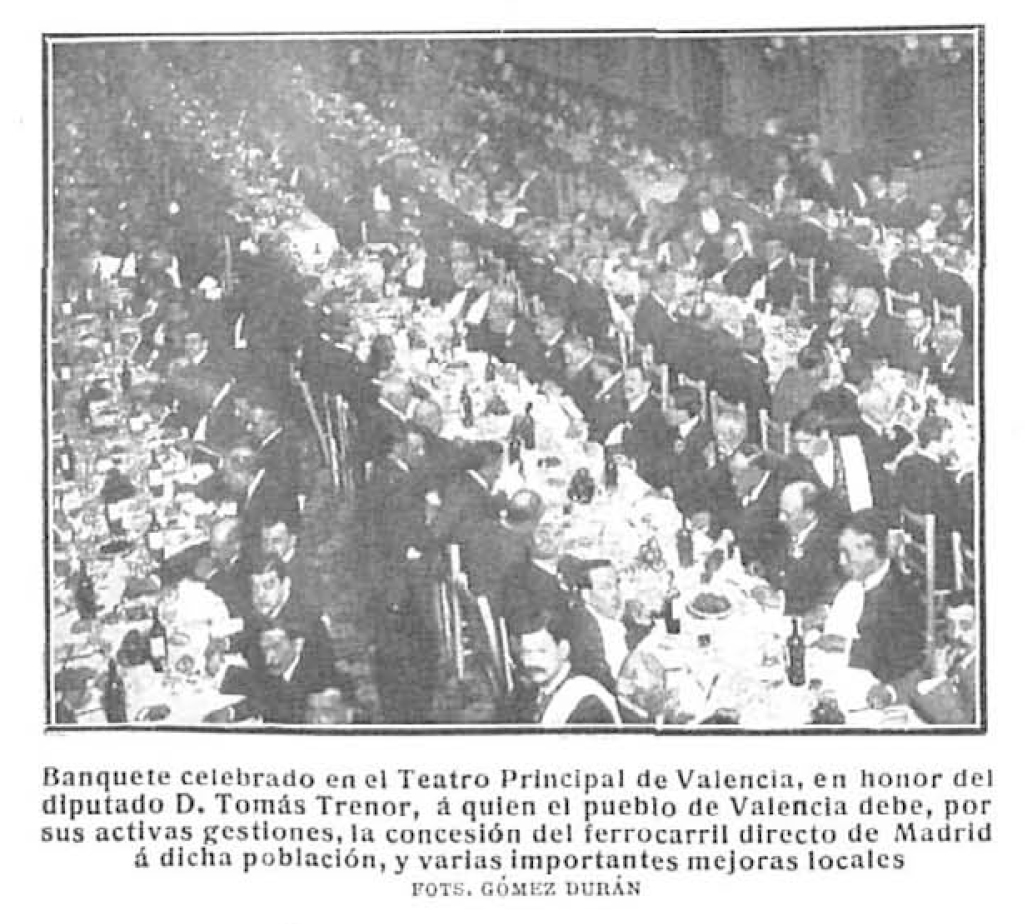
Banquet celebrat al teatre l'any 1909

Durant el segle xix l'escena del Principal va estar dominada pel repertori romàntic i post-romàntic espanyol, que va evolucionar a poc a poc a poc cap al teatre de caràcter burgès, amb petites incursions en el teatre clàssic. Figures com Manuel Bretón de los Herreros, José Zorrilla, Hartzenbusch o Manuel Tamayo y Baus van ser els autors més representats, junt amb algun dramaturg estranger; com ara Scribe.
El teatre en català va tenir presència al Teatre Principal des de la seua fundació, principalment a través del sainet. Entre 1845 i 1877 es van representar més de cinquanta obres valencianes d'autors com Rafael Maria Liern, Josep Bernat i Baldoví, Eduard Escalante, Joaquim Balader o Francesc Palanca i Roca entre d'altres. No obstant això, la presència de teatre valencià va perdre impuls a les acaballes del segle xix i les primeries del segle xx fins a desaparèixer totalment.
El principi de segle va veure el progressiu arraconament de les obres romàntiques de caràcter històric i fulletonesc per la comèdia moderna burgesa i el teatre còmic. És també l'època de les grans figures de l'escena, com ara María Guerrero, Rosario Pino, o més endavant Lola Membrives o Margarida Xirgu, que van introduir al Teatre Principal les obres dramàtiques de Jacinto Benavente i dels escriptors de la Generació del 98 i de la Generació del 27. Destaca el lligam entre la Xirgu i Federico García Lorca, autor que va ser representat per l'actriu al Principal, amb gran èxit. El Teatre Principal esdevé una sala de pas per a companyies en gira, el que té l'efecte negatiu d'eliminar la infraestructura artística de les companyies estables, però per altra banda l'avantatge d'una renovació del repertori i l'obertura als nous aires i tendències teatrals, tant pel que fa a la interpretació com a l'escenografia.
Després de la interrupció causada per la guerra el Teatre Principal reprèn una certa normalitat, que en les dècades immediatament posteriors al conflicte estarà marcada per la rutina, de la mà de les obres intranscendents o directament del «vaudeville» o la revista. L'aparició a nivell estatal de companyies teatrals amb una major ambició i compromís estètic, portarà a partir de la dècada del 1960 a tímides incursions en el teatre modern, de la mà de figures com ara Adolfo Marsillach o Núria Espert, actriu tòtem del públic del Principal.

### Fets memorables
- Els dies 28, 29 i 31 de març de 1845 va actuar Franz Liszt al Teatre Principal, amb un programa de fantasies sobre temes d'òpera. Va demostrar els seus dots com a improvisador sobre un tema proposat pel públic, una tocata habitual per a tabalet i dolçaina, probablement la «dansa dels nanos» de la festa del Corpus.[7]
- El 30 de maig de 1943 es va presentar al Teatre Principal l'Orquestra Municipal de València (avui Orquestra de València) en el que va constituir el seu primer concert. El Teatre Principal va ser la seu de l'Orquestra fins a l'abril de 1987, en què es va traslladar a la seua nova seu del Palau de la Música.

## Característiques

### Sala
- Dimensions (en cm): 
  - Amplada màxima: 1595
  - Fons 2180
  - Alçada màxima: 1590
- Aforament total: 1226 espectadors
  - Seients fixos: 1226
- Configuració de la sala: 
  - Platea: Secció inclinada
  - Nombre de plantes: 3

### Escenari
- Dimensions (en cm.):
  - Amplada: 
    - Corbata: 1200
    - Embocadura fixa: 1200
    - Fossat d'orquestra: 1200
    - Fossat escènic: 1720

  - Profunditat: 
    - Corbata: 275
    - Des del centre de l'embocadura: 1755
    - Fossat d'orquestra: 430
    - Fossat escènic: 1545

  - Alçada: 
    - Boca: 1080
    - Escenari interior: 1900
    - Escenari a platea: 137
    - Fossat d'orquestra: 170
    - Fossat escènic: 200